# Império do Espírito Santo da Coroa Nova

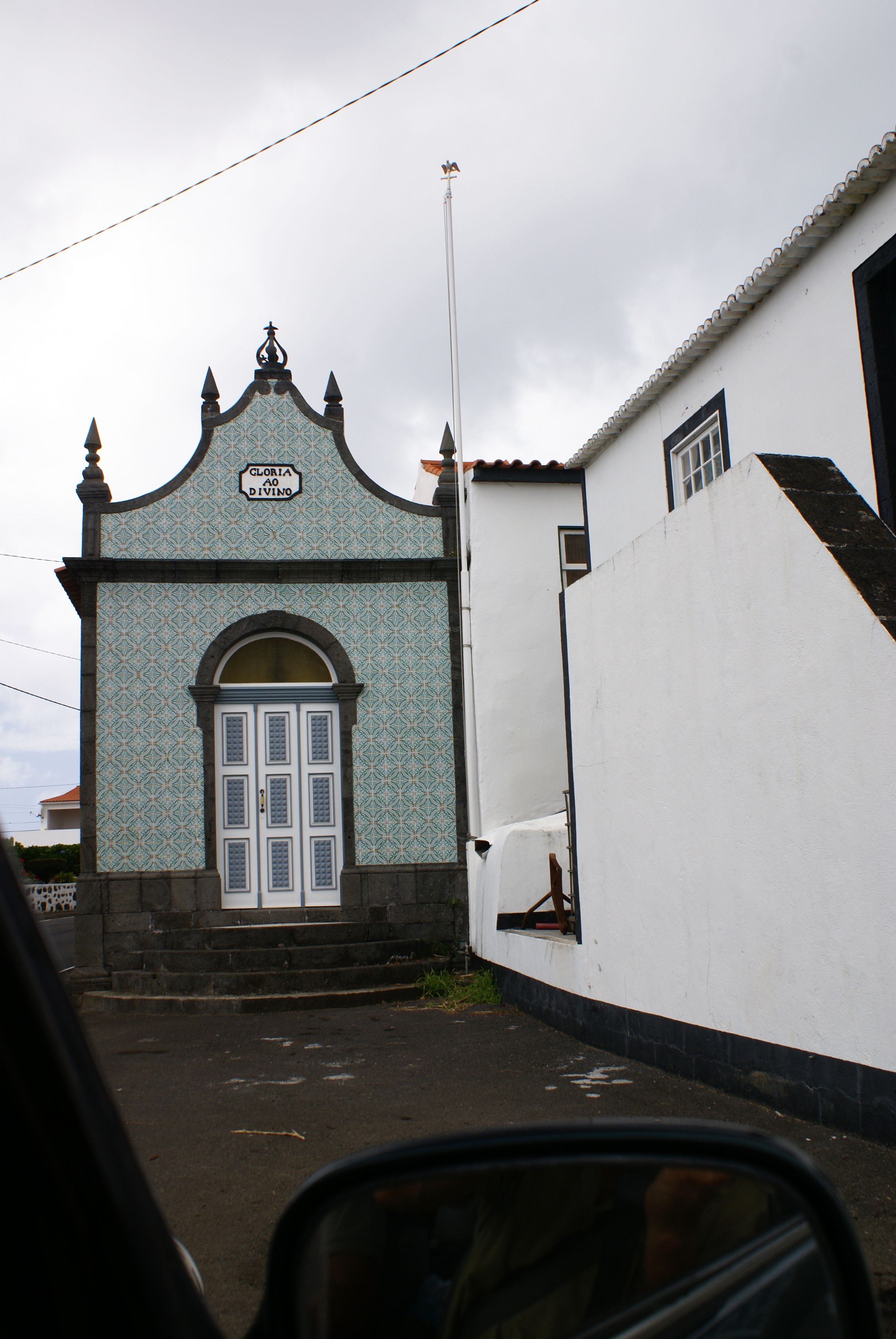
Império do Espírito Santo da Coroa Nova.

O Império do Divino Espírito Santo da Coroa Nova é um Império do Espírito Santo português que se localiza na freguesia de  Castelo Branco, concelho da horta, ilha do Faial, arquipélago dos Açores.
Este Império do Divino apesar do nome é a Irmandade do Espírito Santo mais antiga da freguesia, remontando a 1880. As festas em honra do Divino são aqui realizadas todos os anos terça-feira do Espírito Santo.